# Список умерших в 959 году

## Октябрь
- 1 октября — Эдвиг, король Англии (955—959)[1].

## Ноябрь
- 9 ноября — Константин VII Багрянородный, византийский император (913—959)[2].

## Дата смерти неизвестна или требует уточнения
- Абу аль-Хасан аль-Бушанджи, суфийский мистик.
- Пьетро III Кандиано, 21-й венецианский дож (942—959).
- Наршахи, согдийский историк.
- Эльфсиге, 23-й архиепископ Кентерберийский (958—959)[3].